# Добри дол (област Кюстендил)
 Тази статия е за селото в Област Кюстендил.  За другите български села с това име вижте Добри дол.  
Добри дол е село в Западна България. То се намира в община Трекляно, област Кюстендил.

## География
Село Добри дол се намира в планински район, в Кюстендилското Краище, по северозападните склонове на Земенската планина – в подножието на връх Тичък с надморска височина 1295 м.
Селото е от разпръснат тип, образувано от 20 махали: Мутева, Макарина, Начова, Петрова, Бели камик, Пращейна (Пращенци), Герасина (Гересинци), Златкова, Георгина, Ашкова (Ашковци), Ненова, Чомакова, Дръндева, Горчева, Чорбаджийска, Джуровци, Ташарска, Юрукова, Гълабова, Сръбинова и Добри дол.

## Население
| Година    | 1880 | 1900 | 1926 | 1934 | 1946 | 1956 | 1965 | 1975 | 1984 | 2008 |
| Население | 566  | 688  | 852  | 933  | 891  | 649  | 416  | 282  | 188  | 49   |

## История
Няма запазени писмени данни за времето на възникване на селото. Останките от тракийско, антично и късноантично селище свидетелстват, че района е населяван от дълбока древност.
Село Добри дол е старо средновековно селище, регистрирано в турски документи от средата на XV век под името Добридол като тимар с 29 домакинства и 3 вдовици. В данъчен регистър от 1570 – 1572 г. е посочено под името Добри дол като тимар към нахия Сирищник на Кюстендилския санджак с 40 домакинства, 23 ергени и 5 бащини. В списъка на джелепкешаните от 1576 – 77 г. е записано селище Добри дол към кааза Ълъджа (Кюстендил) с 4 данъкоплатци. Съществуването на селището и през XVII век е засвидетелствано в регистър на бащините от 1606 г. под името Добре дол с 9 бащини, както и в турски документ от 1626 – 1627 г. за събиране на данъка джизие от войнуците, където фигурира с името Обри дол и 9 данъкоплатци.
След Освобождението селото за кратко е център на община включваща Добри дол, Злогош и Сушица.
В края на XIX век селото има 10528 декара землище, от които 4857 дка гори, 1500 дка пасища, 612 дка естествени ливади. Основен поминък на селяните са земеделието (основно ръж, овес и ечемик) и животновъдството (овце). Развити са домашните занаяти. Част от мъжете са сезонни строителни работници и миньори.
През 1885 г. е построена църквата „Свети Никола“.
В селото има училище от 1878 г., като през 1919 г. е построена нова училищна сграда. През 1925 г. е основано читалище „Искра“, а след 1944 г. – Кредитна кооперация „Подем“.
През 1956 г. е учредено ТКЗС „Димитър Благоев“, което от 1961 г. преминава в ДЗС – Трекляно, от 1979 г. в АПК „Краище“, което от 1983 г. е в състава на ЦКС. Селото е електрифицирано (1947) и водоснабдено (1964).
Активни миграционни процеси.

## Религии
Село Добри дол принадлежи в църковно-административно отношение към Софийска епархия, архиерейско наместничество Кюстендил. Населението изповядва източното православие.

## Исторически, културни и природни забележителности
- Църква „Свети Никола“. Построена през 1885 г.
- Оброк „Свети Петър“. Намира се на около 2,4 км източно от църквата в местността „Свети Петър“. Мястото е заобиколено от стари дъбове.
- Оброк. Намира се на около 400 метра югоизточно от църквата, в местността „Света вода“.
- Оброк „Свети Илия“. Намира се на около 700 метра югозападно от църквата, в местността „Дабйе“, при махала Накова, в близост до вековни дъбове.
- Чешма с паметна плоча на участниците от с. Добри дол в Балканската, Първата и Втората световна война.

## Личности
- Иван Кръстев Аначков – Шаната (1916 -1993). Герой, орденоносец, участник в антифашистките сражения край река „Драва“. Герой на соц.труд (1953), заслужил миньор (1954). Махала „Мутевци“
- Стойне Алексов – Ужасо (р. 12 март 1914 г.) миньор, герой на соц. труд (1953), заслужил миньор (1954)
- Иван Митев Аначков – Герой, орденоносец, участник в антифашиските сражения край гр. Велес, Македония. Майстор (Грънчар) махала „Мутевци“
- Георги Митев Аначков – Известен майстор и учтел на Грънчарското изкуство. Неговите съдове са се продавали в цяла България и в чужбина.
- Панталей Георгиев Митев – журналист